# Demus Iván
Demus Iván (Nógrádszakál, 1949. – ) magyar pedagógus, politikus, országgyűlési képviselő.

## Életpályája
Elvégezte az Eötvös Loránd Tudományegyetemet, a Politikai Főiskolát és a Vitéz János Tanítóképző Főiskolát is. 1989–1993 között a Nógrád Megyei Gyermekvédelmi Központban dolgozott, majd a salgótarjáni Nemzeti Család- és Szociálpolitikai Intézet képzési igazgatója volt. 2007-től a Nemzeti Szakképzési és Felnőttképzési Intézet főigazgató-helyettese.

### Politikai pályafutása
1971–1989 között az MSZMP tagja volt. 1986–1988 között az MSZMP Balassagyarmat Városi Bizottságának politikai munkatársa, 1988–1989 között titkára volt. 1989-től az MSZP tagja. 1998-ban, 2002-ben és 2006-ban országgyűlési képviselőjelölt volt. 2002–2006 között Balassagyarmat alpolgármestere volt. 2005–2006 között országgyűlési képviselő (Nógrád megye, MSZP) volt. 2005–2006 között az Emberi jogi, kisebbségi és vallásügyi bizottság, valamint az Ifjúsági és sportbizottság tagja volt. 2006-ig a Nógrád Megyei Közgyűlés tagja volt.

## Díjai
- Pro Caritate (2002)
- Nógrád Megye Salkaházi Sára-díja (2006)[3][4]
- Magyar Arany Érdemkereszt polgári tagozata (2008)[3]